# 国際レーニン学校
国際レーニン学校（こくさいレーニンがっこう、International Lenin School、略称はILS、ロシア語: Международная ленинская школа）は、共産主義インターナショナル（コミンテルン）第5回大会の決議に従い、コミンテルン及びその支部の「ボルシェビキ化」のための手段として1926年モスクワに秘密裏に設立された。日本ではレーニンスクール、レーニン大学と呼ばれることもある。学長はニコライ・ブハーリン（～1930年）、クラウディヤ・クルサーノヴァ。
1926年から1938年に閉鎖されるまでの間、この学校は3,000人に及ぶ共産主義者にそのためのトレーニングを行った。国際レーニン学校は最高幹部養成のための学校であると位置づけられており、コミンテルン関連機関である東方勤労者共産大学や西欧勤労者共産大学(en)などよりも上級の学校であるとされた。 学生には、労働者階級の歴史、帝国主義の政治経済学、マルクス主義の理論、及びソビエト経済事業における実践からまとめられたプロレタリア独裁の経験則が教えられた。学校の活動初期には、学生らはソビエト共産党のメンバーにもなった。
レーニン学校の学生たちは、全世界で1960年代までにわたり多くの重責に就きながら足跡を残した。彼等の中にはギリシャのニコラオス・ザカリアディス(en)、ユーゴスラビアのヨシップ・ブロズ・チトー、ポーランドのヴワディスワフ・ゴムウカ、東ドイツのエーリッヒ・ホーネッカーのような共産主義政府の首脳や、あるいはフランス共産党書記長であったワルデック・ロシェや南アフリカ共産党書記長であったMoses Kotaneのように重要な野党の指導者となった人物がいた。レーニン学校の学生には他にもハリー・ヘイウッド（en）やダビッド・アルファロ・シケイロス、朴憲永のような人物がいた。
日本からの留学者としては、帰国後に武装共産党時代の指導者となった佐野博や、高橋貞樹、アメリカ共産党日本人部経由で留学した健物貞一、木元伝一(ジャック木元)、鵜飼宣道(ジョー小出)らがいる。